# نیروگاه سد شهید عباسپور
نیروگاه شهید عباسپور (واقع در سد شهید عباسپور در جنوب غربی ایران، تأسیس ۱۳۵۴)، یکی از نیروگاه‌های ایران با ظرفیت تولید ۲۰۰۰ مگاوات، که بر روی رودخانه کارون بسته شده‌است.
توان تولیدی هر کدام از واحدها ۲۵۰ مگاوات است. ۴ واحد نیروگاهی آن در سال ۱۳۵۴ و ۴ واحد دیگر در سال ۱۳۸۱ وارد مدار شدند.